# Гонгора, Луис де
Луи́с де Го́нгора-и-Арго́те (исп. Luis de Góngora y Argote, 11 июля 1561, Кордова — 23 мая 1627, Кордова) — испанский поэт эпохи барокко.

## Биография
Сын коррехидора. Учился праву в Университете Саламанки, служил каноником в кафедральном соборе Кордовы. С 1589 года странствовал по Испании, выполняя поручения капитула. В 1609 году вернулся в родной город. В 1617 году назначен королевским капелланом, до 1626 года жил при дворе короля Филиппа III в Мадриде, хотя Филипп III умер еще в 1621 году. В 1627 году серьёзно заболел, потерял память и снова возвратился домой, где в крайней бедности умер вскоре от апоплексии.

## Творчество
Принято делить творчество Гонгоры на два периода — «ясный» (до 1610) и «темный». В первый период он пишет лирические и сатирические стихи — традиционные сонеты, романсы, летрильи. Плоды второго периода — «Ода на взятие Лараче» (1610), мифологическая поэма «Сказание о Полифеме и Галатее» (1613) и венец поэзии Гонгоры, одна из вершин испанского стихотворного искусства — цикл пасторальных «Поэм уединения» (исп. Soledades, другое значение слова — печаль, любовная тоска). Из задуманных четырёх поэм («Уединение в поле», «Уединение на берегу», «Уединение в лесу», «Уединение в пустыне») написаны только первая и часть второй. Созданное Гонгорой в этот период причисляют к «ученой» поэзии, так называемому культеранизму или культизму (исп. el culteranismo, el cultismo) — течению барочной словесности, на протяжении жизни Гонгоры вызывавшему острую литературную полемику. Его противниками выступали Лопе де Вега, Хуан Хауреги и Франсиско Кеведо (сонеты последнего, впрочем, не чужды «темной» манере); Сервантес отдавал должное искусству Гонгоры.

## Наследие и признание
Празднование 300-летия со дня смерти Гонгоры (1927), организованное в Севилье тореадором Игна́сио Са́нчесом Мехи́асом, стало актом символического сплочения поэтов, группировавшихся вокруг Федерико Гарсиа Лорки, и дало группе имя «поколения 27 года». После этого созданное Гонгорой, который при жизни не опубликовал ни одной книги (его стихи переписывались от руки и печатались лишь в антологиях), вошло в литературный канон. В этом качестве оно как бы заново вернулось в отечественную и мировую поэзию: лирика, поэмы и драмы Гонгоры активно переиздаются, переводятся и изучаются теперь в Испании и во всем мире. Пионерское значение в этом движении имели труды выдающегося поэта и филолога Да́масо Алонсо — он, в частности, показал, что «темная» манера присутствует и в ранних произведениях поэта. Одно из изданий Гонгоры (1948) иллюстрировал Пикассо.

## Публикации на русском языке
- Испанская эстетика. Ренессанс. Барокко. Просвещение. М.: Искусство, 1977 (материалы полемики вокруг Гонгоры и культеранизма, по Указателю).
- Стихи // Жемчужины испанской лирики. М., Художественная литература, 1984, с.87-100
- Стихи // Испанская поэзия в русских переводах, 1789—1980/ Сост., пред. и комм. С. Ф. Гончаренко. М.: Радуга, 1984, с.220-263
- Лирика. М.: Художественная литература, 1987 (Сокровища лирической поэзии)
- Стихи // Поэзия испанского барокко. СПб: Наука, 2006, с.29-166 (Библиотека зарубежного поэта)
- Поэма о Полифеме и Галатее
- Поэма уединений. Сказание о Полифеме и Галатее. Стихотворения / Перевод с исп. П. Грушко. СПб.: Издательство Ивана Лимбаха, 2019